# Нормандия (Рорайма)
 Тази статия е за града в Бразилия.  За историческата област във Франция вижте Нормандия.  
Нормандия е град — община в североизточната част на бразилския щат Рорайма, на границата с Гаяна. Общината е част от икономико-статистическия микрорегион Североизточна Рорайма, мезорегион Северна Рорайма. Населението на Нормандия към 2010 г. е 8926 души, а територията е 6966.777 km2.

## История
Името на общината е в чест на едноименния френски регион, родно място на беглеца Папилон. Той бива осъден и пратен в затвор с максимална сигурност на Дяволския остров, част от Френска Гвиана.
Въпреки това, успява да избяга и се преселва в региона, по-късно кръстен на родното му място — Нормандия.
Общината е създадена по силата на Федерален закон № 7.009, от юли 1982 г., след отцепването ѝ от Боа Виста.

## География
Градът е свързан с щатската столица Боа Виста по междущатската магистрала BR-401, на около 185 km разстояние. Граничи на север с Уйрамута, на запад с Пакарайма и Боа Виста, на юг с Бонфим и на изток с Гаяна.

## Икономика
Основен източник на приходи са:
- Туризмът (езеро Каракарана)
- Отглеждане на добитък
- Минно дело

## Инфраструктура
Образование
На територията на общината има 26 основни и 2 средни училища.
Здравеопазване
Държавна болница „Рут Китерия“ с 22 легла и няколко медицински поста във вътрешността на общината.
Въоръжени сили
Има един специален граничен отряд към Пехотната бригада за джунглата (в Боа Виста); съблюдава за сигурността и контролира единственото летище в района.
Други
Разполага със система за разпределение на вода, електроенергия, пощенска станция, банкова агенция и телефонна мрежа.